# アジア太平洋地球変動研究ネットワーク
アジア太平洋地球変動研究ネットワーク(アジアたいへいようちきゅうへんどうけんきゅうネットワーク、Asia-Pacific Network for Global Change Research /APN) はアジア太平洋地域の地球変動に関する研究のうち、特に政策に焦点をあてた研究や能力開発研究を推進するため設立された政府間ネットワークである。

## 概要
1990年に行われた地球変動に関する科学研究と経済学研究に関するホワイトハウス会議の結果設立されることになり、数階の準備会合ののち、1996年に第1回政府間会合（IGM)/科学企画グループ会合（SPG)を開催し、正式に創立された。
APNは、アメリカ合衆国、日本、大韓民国、ニュージーランドの各政府より財政的支援を、そしてアジア太平洋地域22カ国の加盟国より人的、物質的協力を得て運営されている。
事務局は兵庫県神戸市に所在しており、兵庫県からの後援を受けている。